# هاري أ. كيغان
هاري أ. كيغان هو شخصية أعمال وسياسي أمريكي، ولد في 18 نوفمبر 1882، وتوفي في 25 أغسطس 1968. نشط حزبياً في الحزب الجمهوري. وقد انتخب عضو جمعية ولاية ويسكونسن ‏.